# Jan Gryfita
 (mai 2024).
Si vous disposez d'ouvrages ou d'articles de référence ou si vous connaissez des sites web de qualité traitant du thème abordé ici, merci de compléter l'article en donnant les références utiles à sa vérifiabilité et en les liant à la section « Notes et références ».
Jan Gryfita, ecclésiastique polonais, est un évêque de Wrocław de 1146 à 1149, puis archevêque de Gniezno de 1149 à 1167.